# Solmsiella ceylonica
Solmsiella ceylonica är en bladmossart som först beskrevs av George Henry Kendrick Thwaites och Mitten, och fick sitt nu gällande namn av C. Müller 1884. Solmsiella ceylonica ingår i släktet Solmsiella och familjen Erpodiaceae. Inga underarter finns listade i Catalogue of Life.